# Mountainbike-Orienteering-Weltmeisterschaften 2013
Die 11. Mountainbike-Orienteering-Weltmeisterschaften fanden vom 26. bis 31. August 2013 in der Gegend um Rakvere in Estland statt.

## Herren

### Sprint
| Platz | Land | Athlet            | Zeit      |
| ----- | ---- | ----------------- | --------- |
| 1     | EST  | Tõnis Erm         | 19:24 min |
| 2     | EST  | Lauri Malsroos    | 19:45 min |
| 3     | CZE  | Kryštof Bogar     | 20:17 min |
| 4     | RUS  | Ruslan Grizan     | 20:20 min |
| 5     | NOR  | Hans Jørgen Kvåle | 20:26 min |
| 6     | RUS  | Anton Foliforow   | 20:40 min |
| 7     | RUS  | Waleri Gluchow    | 20:47 min |
| 8     | FIN  | Jussi Laurila     | 20:50 min |
| 8     | ITA  | Luca Dallavalle   | 20:50 min |

Sprint: 27. August 2013

Ort: Tapa

Länge: 6,1 km

Steigung: 55 m

Posten: 22

### Mitteldistanz
| Platz | Land | Athlet            | Zeit      |
| ----- | ---- | ----------------- | --------- |
| 1     | EST  | Tõnis Erm         | 47:11 min |
| 2     | RUS  | Anton Foliforow   | 47:46 min |
| 3     | FIN  | Samuli Saarela    | 47:53 min |
| 4     | RUS  | Ruslan Grizan     | 47:59 min |
| 5     | ITA  | Luca Dallavalle   | 48:09 min |
| 6     | FIN  | Jussi Laurila     | 48:15 min |
| 6     | NOR  | Hans Jørgen Kvåle | 48:15 min |
| 8     | CZE  | Marek Pospíšek    | 48:25 min |

Mitteldistanz: 28. August 2013

Ort: Mõedaka

Länge: 11,4 km

Steigung: 290 m

Posten: 24

### Langdistanz
| Platz | Land | Athlet           | Zeit      |
| ----- | ---- | ---------------- | --------- |
| 1     | CZE  | Kryštof Bogar    | 1:55:24 h |
| 2     | FIN  | Samuli Saarela   | 1:58:30 h |
| 3     | RUS  | Anton Foliforow  | 1:59:20 h |
| 4     | CZE  | Vojtech Stránský | 1:59:38 h |
| 5     | RUS  | Ruslan Grizan    | 1:59:44 h |
| 6     | EST  | Tõnis Erm        | 1:59:53 h |
| 7     | CZE  | Jiři Hradil      | 2:00:14 h |
| 8     | FIN  | Pekka Niemi      | 2:01:58 h |

Langdistanz: 31. August 2013

Ort: Valgehobusemäe

Länge: 34,9 km

Steigung: 405 m

Posten: 32

### Staffel
| Platz | Land | Athleten                                                    | Zeit      |
| ----- | ---- | ----------------------------------------------------------- | --------- |
| 1     | CZE  | František Bogar Jan Svoboda Kryštof Bogar                   | 2:21:14 h |
| 2     | FIN  | Pekka Niemi Samuli Saarela Jussi Laurila                    | 2:22:45 h |
| 3     | EST  | Lauri Malsroos Margus Hallik Tõnis Erm                      | 2:23:09 h |
| 4     | RUS  | Waleri Gluchow Ruslan Grizan Anton Foliforow                | 2:27:15 h |
| 5     | LTU  | Regimantas Kavaliauskas Jonas Maišelis Šarūnas Dmukauskas   | 2:30:29 h |
| 6     | FRA  | Baptiste Fuchs Clément Souvray Yoann Garde                  | 2:31:09 h |
| 7     | AUT  | Bernhard Schachinger Kevin Haselsberger Tobias Breitschädel | 2:31:16 h |
| 8     | DEN  | Michael Sommer Andreas Bergmann Bjarke Refslund             | 2:40:39 h |

Staffel: 30. August 2013

Ort: Rakvere

## Damen

### Sprint
| Platz | Land | Athletin          | Zeit      |
| ----- | ---- | ----------------- | --------- |
| 1     | SWE  | Cecilia Thomasson | 20:32 min |
| 2     | FIN  | Eeva-Liisa Hakala | 20:42 min |
| 3     | RUS  | Tatjana Repina    | 20:58 min |
| 4     | FIN  | Susanna Laurila   | 21:11 min |
| 5     | FIN  | Marika Hara       | 21:32 min |
| 6     | CZE  | Martina Tichovská | 22:00 min |
| 7     | FIN  | Ingrid Stengård   | 22:07 min |
| 8     | AUT  | Michaela Gigon    | 22:25 min |

Sprint: 27. August 2013

Ort: Tapa

Länge: 5,7 km

Steigung: 50 m

Posten: 21

### Mitteldistanz
| Platz | Land | Athletin          | Zeit      |
| ----- | ---- | ----------------- | --------- |
| 1     | FIN  | Marika Hara       | 39:31 min |
| 2     | GBR  | Emily Benham      | 40:04 min |
| 3     | FIN  | Susanna Laurila   | 41:29 min |
| 4     | RUS  | Olga Winogradowa  | 41:33 min |
| 5     | RUS  | Tatjana Repina    | 42:26 min |
| 6     | SWE  | Cecilia Thomasson | 42:29 min |
| 7     | DEN  | Camilla Søgaard   | 42:59 min |
| 8     | FIN  | Ingrid Stengård   | 43:17 min |

Mitteldistanz: 28. August 2013

Ort: Mõedaka

Länge: 8,7 km

Steigung: 200 m

Posten: 18

### Langdistanz
| Platz | Land | Athletin          | Zeit      |
| ----- | ---- | ----------------- | --------- |
| 1     | FIN  | Marika Hara       | 1:42:41 h |
| 2     | FIN  | Susanna Laurila   | 1:45:34 h |
| 3     | SWE  | Cecilia Thomasson | 1:46:46 h |
| 4     | GBR  | Emily Benham      | 1:47:33 h |
| 5     | FIN  | Ingrid Stengård   | 1:48:18 h |
| 6     | SUI  | Maja Rothweiler   | 1:50:13 h |
| 7     | RUS  | Tatjana Repina    | 1:51:33 h |
| 8     | DEN  | Camilla Søgaard   | 1:51:41 h |

Langdistanz: 31. August 2013

Ort: Valgehobusemäe

Länge: 26,0 km

Steigung: 265 m

Posten: 27

### Staffel
| Platz | Land | Athletinnen                                              | Zeit      |
| ----- | ---- | -------------------------------------------------------- | --------- |
| 1     | FIN  | Ingrid Stengård Susanna Laurila Marika Hara              | 2:12:17 h |
| 2     | DEN  | Ann-Dorthe Lisbygd Nina Hoffmann Camilla Søgaard         | 2:15:16 h |
| 3     | SUI  | Maja Rothweiler Claudia Hünig Ursina Jäggi               | 2:18:06 h |
| 4     | CZE  | Martina Tichovská Marie Brezinová Renata Paulíčková      | 2:21:31 h |
| 5     | LTU  | Asta Šimkonienė Ramunė Arlauskienė Karolina Mickevičiūtė | 2:23:59 h |
| 6     | SVK  | Daniela Trnovcová Natália Tyszová Stanislava Fajtová     | 2:26:10 h |
| 7     | AUT  | Sonja Zinkl Marina Reiner Michaela Gigon                 | 2:29:40 h |
| 8     | FRA  | Gaëlle Barlet Nicole Hueber Laure Coupat                 | 2:32:33 h |

Staffel: 30. August 2013

Ort: Rakvere

## Medaillenspiegel
| Platz | Land                   | Gold | Silber | Bronze | Gesamt |
| ----- | ---------------------- | ---- | ------ | ------ | ------ |
| 1     | Finnland               | 3    | 4      | 2      | 9      |
| 2     | Estland                | 2    | 1      | 1      | 4      |
| 3     | Tschechien             | 2    | –      | 1      | 3      |
| 4     | Schweden               | 1    | –      | 1      | 2      |
| 5     | Russland               | –    | 1      | 2      | 3      |
| 6     | Vereinigtes Königreich | –    | 1      | –      | 1      |
| 6     | Dänemark               | –    | 1      | –      | 1      |
| 8     | Schweiz                | –    | –      | 1      | 1      |

## Erfolgreichste Teilnehmer
| Platz | Athlet/in         | Gold | Silber | Bronze | Gesamt |
| ----- | ----------------- | ---- | ------ | ------ | ------ |
| 1     | Marika Hara       | 3    | –      | –      | 3      |
| 2     | Kryštof Bogar     | 2    | –      | 1      | 3      |
| 2     | Tõnis Erm         | 2    | –      | 1      | 3      |
| 4     | Susanna Laurila   | 1    | 1      | 1      | 3      |
| 5     | Cecilia Thomasson | 1    | 1      | –      | 2      |